# اختبار ملغرام
اختبار ملغرام اختبار في علم النفس الاجتماعي يعنى بدراسة مدى الانصياع للسلطة. كان ستانلي ملغرام أول من شرحه في مقالة تحت عنوان (دراسة سلوكية للطاعة) عام 1963، ومن ثم وبشكل مطول قدمها في كتاب نشر عام 1974 تحت عنوان: (الانصياع للسلطة ؛ نظرة خارجية). كان الهدف من الدراسة قياس مدى استعداد المشاركين لإطاعة سلطة تأمر بتنفيذ ما يتناقض مع ضمائرهم. أراد ملغرام من الاختبار أن يجيب على السؤال التالي: هل يعقل أن دور الجنود الذين نفذوا الهولوكوست لم يتعد تنفيذ الأوامر؟ هل يمكن أن يكونوا شركاء في الجريمة؟.

## المشاركون

المشرف (E) يلح على المشارك (T) للاستمرار في أداء دوره في الاختبار رغم ما يسببه ذلك من ألم ناتج عن صعقات كهربائية تصيب الممثل (L) ، لكن واقع الأمر أنه لا توجد أي صعقات، فالممثل يتظاهر بأنه يتعرض للصعق. كثير من المشاركين استمروا في أداء أدوارهم في الاختبار بالرغم من التوسلات التي كان يقوم بها الممثل.
يقول ملغرام: لقد قمت بإجراء اختبار بسيط لقياس كمية الألم التي يمكن لشخص عادي أن يسببها لشخص آخر، تنفيذا لأمر صدر عن عالم يشرف على اختبار، سلطة مجردة تتعارض مع مبدأ (عدم إيذاء الآخرين) وهو ما يفترض أنه أحد أشد أخلاقياتنا صرامة، هذا (المبدأ) وتلك (السلطة) يلتقيان في تحد سافر على صدى صرخات الضحية (الممثل) وتفوز السلطة في هذا التحدي أكثر مما يمكن لنا تصوره.

## طريقة إجراء الاختبار
تم جمع المشاركين من خلال إعلان نشر في جريدة يطلب أفراداً للمشاركة في دراسة تجريها جامعة ييل. أجريت الاختبارات في غرفتين في قبو تابع للجامعة. نصَّ الإعلان على أن التجربة تستغرق ساعة واحدة مقابل 4.5 $ (تعادل 20$ عام 2006). كان المشاركون رجالاً ما بين 20 ـ 50 عاماً ينتمون إلى مختلف المستويات الاجتماعية والثقافية، منهم من لم ينه تعليمه الثانوي، وآخرون أتموا الدكتوراه.
قبل دخول غرفة الاختبار يتقدم المشرف من (المشارك) و(الممثل) ويخبرهما بأن الاختبار يهدف لقياس أثر العقاب في التعلم (وهو أمر غير صحيح ـ فالتجربة في واقع الأمر تهدف إلى قياس مدى انصياع المشارك لأوامر المشرف، لكن إخفاء حقيقة الهدف ضروري لنجاح التجربة). يجري المشرف قرعة (وهمية) بين (المشارك) و(الممثل) تؤدي دائماً لنتيجة واحدة وهي أن يكون (المشارك) معلماً، وأن يكون (الممثل) متعلماً. لكن (المشارك) يظن أن القرعة حقيقية وأنه بمحض الصدفة احتل دور المعلم، وأن الصدفة وحدها أيضاً قادت المشارك الآخر (الممثل) ليكون متعلماً. يتم وضع المشارك والممثل في غرفتين متجاورتين بحيث يتواصلان بالكلام فقط، دون أن يشاهدا بعضهما. ((أثناء الاستعداد للتجربة يصرح (الممثل) بأنه يعاني من مشاكل قلبية، لكنها ليست خطيرة)).
يتم تعريض المشارك لصعقة كهربائية بشدة 45 فولت كنموذج للصدمة التي سيوجهها للمتعلم (الممثل) عندما يخطئ. جلس (المشارك في غرفة أخرى) وأمامه على الطاولة جهاز الصدمات الكهربائية وله عدد من المفاتيح يشير كل منها إلى شدة محددة للتيار، تتدرج من 30 حتى 450 فولت. يقدم المشرف للمشارك ورقة تحوي مجموعة من الكلمات المتقابلة وهي التي يجب على المتعلم أن يحفظها. وتقتضي حيثيات الاختبار أن يقوم المعلم بقراءة الكلمات المتقابلة كلها، وعندما ينتهي من قراءتها، يعود ليقرأ الكلمة الأولى ويقدم أربع احتمالات للكلمة المقابلة لها. المتعلم (الممثل) سيقوم بضغط زر أمامه يمثل اختياره، فإذا أخطأ الاختيار فإن على (المشارك/ المعلم) أن يقول له بأنه أخطأ، ويخبره بشدة الصعقة التالية، ثم يضغط على الزر الخاص بالصعقة الكهربائية المناسبة، أما إذا كانت الإجابة صحيحة يقوم المعلم بقراءة الكلمة التالية وإعطاء الاحتمالات الأربع لها. وهكذا حتى تنتهي القائمة، ثم يعيدها من البداية إلى أن يتمكن المتعلم من حفظ كل الكلمات.
المشاركون يظنون إذن بأنهم يوجهون صعقات كهربائية للمتعلم. لكن في واقع الأمر لم تكن هناك أي صعقات كهربائية، بل كان هناك تسجيل صوتي معد مسبقاً بصوت الممثل (المتعلم) يصدر فيه صرخات بالتناغم مع صوت الصعقات الكهربائية. بعد عدة زيادات في شدة الصعقة يبدا الممثل (المتعلم) بالضرب على الجدار الفاصل بينه وبين المشارك عدة مرات ويشتكي من الوضع الصحي لقلبه.
عند هذه النقطة عبّر عدد من المشاركين عن رغبتهم في وقف الاختبار وتفقد وضع المتعلم. كثير من المشاركين توقفوا عند الشدة 135 فولت مشككين في مغزى الاختبار. آخرون استمروا بعد أن تلقوا تطمينات تعفيهم من أي مسؤولية. بعض المشاركين راحوا يضحكون بانفعال شديد لدى سماعهم صرخات الألم الصادرة عن المتعلم (الممثل).
إذا أبدى المشارك في أي مرحلة من مراحل الاختبار رغبته في التوقف، كان (المشرف) يوجه إليه سلسلة متتابعة من التنبيهات، وفق التسلسل التالي:
1 ـ الرجاء الاستمرار.
2 ـ الاختبار يتطلب منك أن تستمر، استمر رجاء.
3 ـ من الضروري أن تستمر.
4 ـ ليس لديك خيار، يجب عليك الاستمرار.
إذا ظل المشارك عند رغبته في التوقف بعد ذلك، يتم وقف الاختبار، وإلا فإن قيامه بتوجيه الصعقة ذات الشدة 450 فولت يعتبر جرس النهاية للاختبار، ومع تنفيذ المشارك لها يتم التوقف.

## نتائج
قام ملغرام بإنتاج فلم وثائقي حول الاختبار ونتائجه تحت عنوان (الطاعة)، قد يصعب الآن العثور على نسخ شرعية منه، إلا أن ملغرام أنتج لاحقاً أيضاً سلسلة من أ فلام أخرى ركزت على علم النفس الاجتماعي. أجرى ميليغرام قبل بدء الاختبار استبياناً وزعه على مجموعة من علماء النفس حول توقعاتهم لنتائج الاختبار. لقد غلب على أكثرهم الظن بأن قلة قليلة فقط 1 بالألف تقريباً، ستصل إلى مرحلة إعطاء الصعقة القصوى. في أولى مجموعة تجارب أجراها ميليغرام وصل 65% من المشاركين (27 من أصل 40) إلى الصعقة القصوى (450 فولط)، رغم كون كثير منهم غير مرتاح لهذا الأمر. كل واحد تقريبأً توقف لبرهة وأبدى شكوكاً تجاه الاختبار، حتى أن البعض عبر عن رغبته بإرجاع النقود. لكن، لم يعلن أي مشارك قبل مستوى 300 فولت عن رغبة حاسمة في التوقف عن الاختبار.
تم إجراء نسخ عديدة من الاختبار في مختلف بقاع العالم وقد أدت إلى نتائج مشابهة. وبالإضافة إلى تأكيدها لنتائج ملغرام فقد قاست تلك الاختبارات دور بعض المتغيرات على سلوك المشاركين. بين الدكتور توماس بلاس أن عدد المشاركين المستعدين للاستمرار في التجربة حتى بلوغ حد الصعقة القاتلة يتراوح ما بين 61% و 66% بغض النظر عن مكان وزمان الاختبار. وهناك ملاحظة إضافية مفادها أن أحداً من كل المشاركين الذين رفضوا الاستمرار في الاختبار لم يبادر إلى المطالبة بإلغاء الاختبار ووقفه نهائياً، كما لم يقم أي واحد بمغادرة الغرفة للتحقق من سلامة الشخص الآخر بدون أن يطلب الإذن بذلك.

## ردود الفعل
نوقشت التجربة أخلاقياً من حيث كمية الضغط النفسي الذي تفرضه على المشاركين (رغم أن من الممكن الرد على ذلك بالقول بأن الضغط كان نتيجة لسلوك المشارك نفسه). لكن غالبية العلماء المعاصرين سيعتبرون الاختبار غير أخلاقي بمقاييس اليوم. الاختبار في أي حال كشف نواحي شديدة الأهمية عن النفس البشرية.
وفي معرض الرد على هذه الانتقادات أشار ملغرام إلى أن 84% من المشاركين قالوا أنهم (سعداء) أو (سعداء جداً) كونهم شاركوا في الاختبار فيما أعلن 15% أنهم (غير مستاؤون). كثيرون أرسلوا الشكر لملغرام وآخرون تقدموا بطلبات للمساعدة أو الانضمام إلى فريق عمل ملغرام. بعد ست سنوات إبان (فورة حرب فيتنام) أرسل أحد المشاركين السابقين في الاختبار يشرح سبب سعادته كونه شارك في الاختبار رغم الضغوط الواضحة.
((أثناء مشاركتي في الاختبار، كنت على يقين من أنني أسبب الالم لشخص ما، لكنني لم أكن أعرف لماذا أفعل ذلك. قلة من الناس تتاح لهم الفرصة ليدركوا الفرق بين التصرف وفق معتقداتهم والتصرف رضوخاً لسلطة ما. بت أشعر بخوف من نفسي أن أسمح لها بالانجراف في ارتكاب آخطاء فاحشة بحجة تنفيذ أوامر السلطة. إنني على استعداد للذهاب إلى السجن ما لم أحظ بحق الاعتراض على القضايا التي تتعارض مع ما يمليه علي ضميري)).
لكن الاختبار لم يكن نقطة تحول لكل من شاركوا فيه، بعض المشاركين لم يكونوا على اطلاع على المعايير المعاصرة للاختبار، وقد بينت مقابلات أجرت مع المشاركين قبل مغادرتهم أن البعض لم يستوعبوا تماماً الفكرة من وراء الاختبار. عبر مشارك انسحب مبكراً من الاختبار عن شعوره بأن التجربة محاولة لاكتشاف ما إذا كان المواطن الأمريكي العادي يمكن أن ينفذ أوامر غير أخلاقية، كما فعل الجنود الألمان إبان الحقبة النازية. وهذا حقاً كان أحد أهداف الاختبار التي شرحها ملغرام بوضوح.

### نسبة الطاعة
كم تظن سيكون عدد الذين يتابعون حتى النهاية، فيما لو استمر المشرف في حثهم على ذلك؟؟
تم توجيه نفس السؤال لقرابة 40 محللاً نفسياً من هيئة طبيعة مشهورة ليتنبؤوا بسلوك مجموعة مشاركين افتراضين. لقد توقع المحللون المشاركون أن أكثر بقليل من 1 بالألف سيصلون إلى أعلى شدة على جهاز الصعق. لكن الواقع أن 50% من المشاركين أطاعوا بشكل كامل أوامر المشرف.
بعض الناس الذين لا يعرفون الكثير عن الاختبار يفترضون بأن الذين يصلون إلى نهايته هم ساديون، ولكنه تحليل ساذج. إذ لا بد من أخذ المحيط والبيئة التي تم فيها السلوك بعين الاعتبار. إن التحدي والمعارضة التي يملكها الشخص، تندمج في المختبر بظرف يحمل قوة ذاتية دافعة.

## نماذج أخرى من الاختبارات
وصف ملغرام 19 صنفاً للاختبار شرحها في كتابه (الانصياع للسلطة)، عندما تكون العلاقة مباشرة مع الضحية انخفض مستوى الانصياع للأوامر الصادرة عن السلطة، وبالعكس عندما كانت العلاقة مباشرة مع السلطة ازداد مستوى الانصياع.

### العلاقة بين المتعلم والمعلم
في مجموعة من الاختبارات، حاول المشرفون أن يحللوا بعض العوامل التي تساهم في تقوية تلك الظروف. الاتصال بين الطرفين بدى أن له دوراً في سلوك المشارك. تم تعديل ظروف الاختبار بحيث تساعد على كشف هذا الاحتمال، في الحالة الأولى وضع المتعلم في غرفة أخرى دون أن يتمكن المشارك من سماعه أو رؤيته، إلا عند شدة 300 فولت، حيث يضرب المتعلم على الجدار ويعترض. وبعد 300 فولت لا يعود يشتكي ولا يجيب على الأسئلة (مما يفترض أن يوحي بأنه قد تعرض لأزمة قلبية أو ما شابه ذلك).
في حالة ثانية، وضع المتعلم بحيث يمكن أن تسمع احتجاجاته في أرجاء المختبر، في حالة ثالثة، وضع المتعلم في نفس الغرفة مع المشارك، على بعد نصف متر منه. الحالة الأخيرة كانت شبيه بهذه، مع هذا الاستثناء، المتعلم لا يتلقى الصعقة إلا أذا كانت يده موضوعة على لوح صاعق، وبعد الشدة 150 يطلب المتعلم الانسحاب، ويرفض وضع يده على اللوح. يوجه المشرف الأمر للمشارك بوضع يد المتعلم بالقوة على اللوح الصاعق. تنفيذ الأوامر في هذه الحالة يتطلب اتصالاً جسدياً بين المتعلم والمشارك بهدف معاقبته بعد مستوى 150 فولت. وتم اختبار 40 مشارك بالغ في كل حالة، وقد أظهرت البيانات أن معدل الطاعة أو تنفيذ الأمر تناقص كلما تقارب المعلم والمتعلم.

### العلاقة بين المعلم والمشرف
إذا كان للعلاقة بين المشارك والمتعلم دور في الاختبار، يبدو كذلك أن للعلاقة بين المشارك والمشرف دور آخر. في مجموعة أخرى من الاختبارات قام المشرفون بتنويع العلاقة بين المشارك والمشرف. في أحد الحالات جلس المشرف على بعد أقدام قليلة من المشارك، في حالة أخرى قام المشرف بمغادرة الغرفة بعد أن قدم إرشادات محددة وراح يعطي الأوامر عبر الهاتف.
في حالة ثالثة، لم يظهر المشرف على الإطلاق، بل أعطيت الأوامر من خلال مسجلة تشتغل عندما يدخل المشارك إلى غرفة الاختبار. انخفض مستوى الطاعة بشدة عندما غادر المشرف المختبر عدد المشاركين الذين أطاعوا الأوامر بحضور المشرف كان أكبر بثلاث أضعاف منه في حال قدم أوامره عبر الهاتف. يبدو أن شيئاً ما كان يتغير في حقول الطاقة فتتناقص فعاليتها مع تزايد المسافة النفسية عن مصدر الأوامر.

### أهمية الجهة الراعية للاختبار
وبدا أن للسمعة العلمية التي تتمتع بها المؤسسة الراعية للاختبار دور في مؤثر فعالية أوامر المشرف الاختبارات المذكورة حتى الآن تم إجراؤها في مختبرات جامعة ييل، وهي مؤسسة يتوجه كثير من المشاركين نحوها بالاحترام. لاستكشاف المشكلة، قام المشرفون بنقل المختبر إلى مكتب في ضاحية صناعية وكرروا الاختبار بدون أي حضور لهيبة الجامعة. مع أن معدل الطاعة انخفض بشكل ما، إلا أن الاختلاف لم يكن ذي شأن.

### غريزة القطيع
كثيراً ما ترتبط الطاعة والعصيان بالجماعات، وتوقع المشرفون على ضوء دراسات عدة أن من الممكن أن يكون للجماعة تأثير واضح على ردود الأفعال تجاه السلطة! وتم إجراء سلسلة من الاختبارات لتفحص هذه التأثيرات. في كل الحالات تم اختبار مشارك واحد كل ساعة، لكنه أجرى الاختبار بين مجموعة ممثلين يعملون لصالح الاختبار.
في أحد النماذج انسحب الممثلون جميعاً مما حدا بـ 90% من المشاركين إلى اللحاق بهم وتحدي المشرف. في حالة أخرى نفذ الممثلون أوامر المشرف بحذافيرها وهو ما رسخ سلطة المشرف، لكن بشكل طفيف فقط! في حالة ثالثة، أنيطت مهمة ضغط المفتاح لصعق المتعلم إلى أحد الممثلين، في حين أدى المشارك دوراً ثانوياً، في هذه الحالة لم يقرر الانسحاب سوى 3 من أصل أربعين، فأسلوب تقسيم العمل ينجح بشكل كبير في عمليات التعذيب والإبادة المنظمة، وهو ما يخفف الشعور بالمسؤولية عن الأفراد، ويضمن المزيد من التعاون من قبلهم، ويؤدي إلى تنفيذ المهام على أمثل وجه.

## النتائج من وجهة نظر د. ملغرام
يقول ملغرام: النتائج كما تابعتها في المختبر، مقلقة، إنها ترجح أن الطبيعة البشرية غير جديرة بالاعتماد عليها لتبعد الإنسان عن القسوة، والمعاملة اللاإنسانية، عندما تتلقى الأوامر من قبل سلطة فاسدة. نسبة كبيرة من الناس مستعدون لتنفيذ ما يؤمرون دون أخذ طبيعة الأمر بعين الاعتبار، وبدون حدود يفرضها الضمير، مادامت|الأوامر صادرة عن سلطة شرعية.
إذا تمكن في هذا الاختبار، مشرف مجهول، من أن يوجه الأوامر لمجموعة من البالغين لقهر رجل في الخمسين من عمره، وإخضاعه لصعقات كهربائية مؤلمة رغم احتجاجاته ومرضه لا يسعنا إلا أن نتساءل عما تستطيع الحكومات بما لها من سلطات أوسع بكثير أن تأمر به .

## نماذج واقعية
حيلة التفتيش والتعرية عبر الهاتف هي سلسلة من الحوادث دامت لقرابة عقد من الزمن حتى عام 2004. تشترك هذه الحوادث بأنها كانت نتيجة لاتصال هاتفي يجريه رجل إلى مطعم، يدعي فيه المتصل بأنه محقق يتصل من قسم الشرطة، ويتمكن من إقناع المدراء بالقيام بعملية تفتيش وتعرية لموظفة تعمل في المطعم، بحجة السرقة. تشير التقارير إلى وقوع أكثر من 70 حادثة مشابهة في 30 ولاية أمريكية، قادت في النهاية إلى اعتقال واتهام المدعو ديفيد ر. ستيوارت، البالغ من العمر 37 عاماً، ضابط في شرطة الآداب في فلوريدا.

## مواضيع متعلقة
اختبار سجن ستانفورد
خدعة التفتيش والتعرية عبر الهاتف